# Piragüismo en los Juegos Olímpicos de Londres 2012 – K-2 500 metros femenino
La prueba K-2 500 metros femenino de piragüismo en los Juegos Olímpicos de Londres 2012, se llevó a cabo entre el 7 al 9 de agosto, en Eton Dorney en Buckinghamshire.

## Horario
Todas las horas están en horario de verano (UTC+1)
| Fecha                       | Tiempo      | Ronda              |
| --------------------------- | ----------- | ------------------ |
| Martes, 7 de agosto de 2012 | 10:28 11:30 | Series Semifinales |
| Jueves, 9 de agosto de 2012 | 10:35       | Finales            |

## Resultados

### Series
Los 5 botes más rápidos y el sexto más rápido califican para la semifinal (Q).

#### Serie 1
| Rank | Kayakista                        | País              | Tiempo   | Notas |
| ---- | -------------------------------- | ----------------- | -------- | ----- |
| 1    | Josefin Nordlöw Karin Johansson  | Suecia (SWE)      | 1:44.437 | Q     |
| 2    | Natalia Lobova Vera Sobetova     | Rusia (RUS)       | 1:45.710 | Q     |
| 3    | Iuliana Paleu Irina Lauric       | Rumania (ROU)     | 1:46.001 | Q     |
| 4    | Naomi Flood Lyndsie Fogarty      | Australia (AUS)   | 1:46.554 | Q     |
| 5    | Abigail Edmonds Louisa Sawers    | Reino Unido (GBR) | 1:46.564 | Q     |
| 6    | Yulitza Meneses Dayexi Gandarela | Cuba (CUB)        | 1:46.587 | q     |

#### Serie 2
| Rank | Kayakista                          | País                          | Tiempo   | Notas |
| ---- | ---------------------------------- | ----------------------------- | -------- | ----- |
| 1    | Wu Yanan Zhou Yu                   | República Popular China (CHN) | 1:43.448 | Q     |
| 2    | Franziska Weber Tina Dietze        | Alemania (GER)                | 1:44.195 | Q     |
| 3    | Nikolina Moldovan Olivera Moldovan | Serbia (SRB)                  | 1:44.335 | Q     |
| 4    | Volha Khudzenka Maryna Pautaran    | Bielorrusia (BLR)             | 1:44.568 | Q     |
| 5    | Ivana Kmeťová Martina Kohlová      | Eslovaquia (SVK)              | 1:45.073 | Q     |
| 6    | Shinobu Kitamoto Asumi Ohmura      | Japón (JPN)                   | 1:47.323 |       |

#### Serie 3
| Rank | Kayakista                          | País                | Tiempo   | Notas |
| ---- | ---------------------------------- | ------------------- | -------- | ----- |
| 1    | Katalin Kovács Natasa Dusev-Janics | Hungría (HUN)       | 1:43.984 | Q     |
| 2    | Joana Vasconcelos Beatriz Gomes    | Portugal (POR)      | 1:44.660 | Q     |
| 3    | Lisa Carrington Erin Taylor        | Nueva Zelanda (NZL) | 1:44.870 | Q     |
| 4    | Yvonne Schuring Viktoria Schwarz   | Austria (AUT)       | 1:46.374 | Q     |
| 5    | Karolina Naja Beata Mikołajczyk    | Polonia (POL)       | 1:48.271 | Q     |

### Semifinales
Las cuatro canoístas más rápido en cada semifinal califican para la final A. Las cuatro canoístas más lentas califican para la final B. 

#### Semifinal 1
| Rank | Kayakista                       | País                | Tiempo   | Notas |
| ---- | ------------------------------- | ------------------- | -------- | ----- |
| 1    | Franziska Weber Tina Dietze     | Alemania (GER)      | 1:41.543 | Q     |
| 2    | Katalin Kovács Natasa Janics    | Hungría (HUN)       | 1:41.613 | Q     |
| 3    | Karolina Naja Beata Mikołajczyk | Polonia (POL)       | 1:41.873 | Q     |
| 4    | Lisa Carrington Erin Taylor     | Nueva Zelanda (NZL) | 1:42.764 | Q     |
| 5    | Volha Khudzenka Maryna Pautaran | Bielorrusia (BLR)   | 1:43.152 |       |
| 6    | Josefin Nordlöw Karin Johansson | Suecia (SWE)        | 1:44.025 |       |
| 7    | Abigail Edmonds Louisa Sawers   | Reino Unido (GBR)   | 1:46.025 |       |
| 8    | Iuliana Paleu Irina Lauric      | Rumania (ROU)       | 1:49.216 |       |

#### Semifinal 2
| Rank | Kayakista                          | País                          | Tiempo   | Notas |
| ---- | ---------------------------------- | ----------------------------- | -------- | ----- |
| 1    | Wu Yanan Zhou Yu                   | República Popular China (CHN) | 1:41.863 | Q     |
| 2    | Yvonne Schuring Viktoria Schwarz   | Austria (AUT)                 | 1:42.317 | Q     |
| 3    | Joana Vasconcelos Beatriz Gomes    | Portugal (POR)                | 1:43.305 | Q     |
| 4    | Nikolina Moldovan Olivera Moldovan | Serbia (SRB)                  | 1:43.586 | Q     |
| 5    | Ivana Kmeťová Martina Kohlová      | Eslovaquia (SVK)              | 1:43.653 |       |
| 6    | Natalia Lobova Vera Sobetova       | Rusia (RUS)                   | 1:44.660 |       |
| 7    | Naomi Flood Lyndsie Fogarty        | Australia (AUS)               | 1:45.372 |       |
| 8    | Yulitza Meneses Dayexi Gandarela   | Cuba (CUB)                    | 1:51.428 |       |

### Finales

#### Final B
| Rank | Kayakista                        | País              | Tiempo   | Notas |
| ---- | -------------------------------- | ----------------- | -------- | ----- |
| 1    | Volha Khudzenka Maryna Pautaran  | Bielorrusia (BLR) | 1:44.407 |       |
| 2    | Josefin Nordlöw Karin Johansson  | Suecia (SWE)      | 1:45.367 |       |
| 3    | Abigail Edmonds Louisa Sawers    | Reino Unido (GBR) | 1:46.341 |       |
| 4    | Naomi Flood Lyndsie Fogarty      | Australia (AUS)   | 1:47.650 |       |
| 5    | Ivana Kmeťová Martina Kohlová    | Eslovaquia (SVK)  | 1:47.683 |       |
| 6    | Yulitza Meneses Dayexi Gandarela | Cuba (CUB)        | 1:50.124 |       |
| 7    | Natalia Lobova Vera Sobetova     | Rusia (RUS)       | 1:52.277 |       |
| 8    | Iuliana Paleu Irina Lauric       | Rumania (ROU)     | 1:52.468 |       |

#### Final A
| Rank              | Kayakista                          | País                          | Tiempo   | Notas |
| ----------------- | ---------------------------------- | ----------------------------- | -------- | ----- |
| Medalla de oro    | Franziska Weber Tina Dietze        | Alemania (GER)                | 1:42.213 |       |
| Medalla de plata  | Katalin Kovács Natasa Dusev-Janics | Hungría (HUN)                 | 1:43.278 |       |
| Medalla de bronce | Karolina Naja Beata Mikołajczyk    | Polonia (POL)                 | 1:44.000 |       |
| 4                 | Wu Yanan Zhou Yu                   | República Popular China (CHN) | 1:44.136 |       |
| 5                 | Yvonne Schuring Viktoria Schwarz   | Austria (AUT)                 | 1:44.785 |       |
| 6                 | Joana Vasconcelos Beatriz Gomes    | Portugal (POR)                | 1:44.924 |       |
| 7                 | Lisa Carrington Erin Taylor        | Nueva Zelanda (NZL)           | 1:46.290 |       |
| 8                 | Nikolina Moldovan Olivera Moldovan | Serbia (SRB)                  | 1:48.941 |       |